# 桓仁满族自治县
桓仁满族自治县位于辽宁省东北部边缘，为本溪市所辖自治县。1877年建置怀仁县，1913年因与山西怀仁县重名，加之此地被认为是古代渤海之“桓州”，故更为今名。自治縣政府駐海河街1號。
桓仁是古代高句丽的早期发源地，公元前37年，高句麗首领朱蒙立都纥升骨城即今桓仁县五女山城。今境内主要有汉、满、朝鲜、回等民族。

## 地理
桓仁周边相邻县市有：
- 西北与新宾满族自治县交接，
- 西与本溪满族自治县相连，
- 南与宽甸满族自治县为邻，
- 东北部与通化县、集安市交界。

## 行政区划
桓仁满族自治县下辖1个街道办事处、8个镇、3个乡、1个民族乡：
八卦城街道、桓仁镇、普乐堡镇、二棚甸子镇、沙尖子镇、五里甸子镇、八里甸子镇、华来镇、古城镇、雅河朝鲜族乡、向阳乡、黑沟乡和北甸子乡。

## 交通
- 201国道、 201省道、 305省道过境。

## 特产
桓仁红松籽和桓仁大榛子：中国地理标志产品。

## 人口
根据(辽宁省)本溪市2020年第七次全国人口普查公报显示：桓仁满族自治县常住人口为229953人，男性人口占比50.48%，女性人口占比49.52%，年龄结构中0-14岁占比11.48%，15-59岁占比61.35%，60岁以上占比27.17%，65岁以上占比18.18%。